# ريجنالد سبنسر براون
ريجنالد سبنسر براون (بالإنجليزية: Reginald Spencer Browne)‏ هو صحفي أسترالي، ولد في 13 يوليو 1856 في Oaklands, New South Wales ‏ في أستراليا، وتوفي في 9 نوفمبر 1943 في بريزبان في أستراليا.